# Воробьёво (Пермский край)
Воробьёво — деревня в Кочёвском районе Пермского края. Входит в состав Кочёвского сельского поселения. Располагается западнее районного центра, села Кочёво. Расстояние до районного центра составляет 19 км. По данным Всероссийской переписи населения 2010 года, в деревне проживало 66 человек (36 мужчин и 30 женщин).

## История
По данным на 1 июля 1963 года, в деревне проживало 204 человека. Населённый пункт входил в состав Воробьёвского сельсовета.